# Emmeline Pye
Emmeline Pye   (Buninyong, 13 de desembre de 1861 - Toorak, 20 d'abril de 1949) va ser una pedagoga i professora australiana. Va ser una de les primeres formades en l'ensenyança en les escoles bressol i, de fet, va obrir la primera de l'estat de Victòria el 1907, a Brunswick.

## La vida
Pye va néixer a Buninyong el 1861. Els seus pares, anglesos d'origen, eren William Marsland Pye i Joanna Saunders (de cognom de soltera, Edwards). El seu germà Hugh Pye es va convertir en agricultor i el seu pare, que ja s'havia casat abans, era el director de l'escola Geelong Grammar School.
L'any 1900, va arribar a Victòria Eva Hooper per a formar mestres en un nou model de llar d'infants. Va ensenyar als professors a no fer memoritzar la informació als estudiants, sinó apel·lar a la seva comprensió. Una de les mestres que va formar va ser Pye, que havia estat mestra d'educació infantil des del 1882.
Quan John Smyth es va convertir en el director del Melbourne Teachers' College, una universitat dedicada a formar els aspirants a mestres, volia que tots els futurs professors de primària hi aprenguessin els nous mètodes pedagògics. Així doncs, Smyth va seleccionar Pye d'entre les primeres per a fer classes als estudiants de la universitat que estudiaven per a mestres. A més, Pye va mostrar els metodologia moderna de l'escola bressol a la Central Brunswick Practicing School i a partir del 1904 en va dirigir el departament infantil.
Finalment, el 1907, va obrir un jardí d'infants al carrer Albert Street de Brunswick. Va ser el primer públic de tot l'estat de Victòria. Es deia que Pye tenia idees i materials molt avançats; seguia el model de Maria Montessori. Va haver-hi un gran interès pel tema, amb la qual cosa Pye va exposar els mètodes d'ensenyament a l'exposició australiana del treball de les dones de Melbourne aquell mateix any. El 1908, es va incorporar oficialment al personal del Melbourne Teachers' College. La universitat va organitzar escoles d'estiu a Portsea a les quals van assistir Pye, Smyth i el director d'Educació Frank Tate.
Sobre ella, John Smyth va assenyalar que les seves presentacions originals incloïen la sinergia d'enllaçar no solament el treball de l'escola i els pares, sinó també el de la comunitat. Pye va morir el 1949 al suburbi de Melbourne de Toorak.